# Torricella
Torricella é uma comuna italiana da região da Puglia, província de Taranto, com cerca de 4.081 habitantes. Estende-se por uma área de 26 km², tendo uma densidade populacional de 157 hab/km². Faz fronteira com Lizzano, Maruggio, Sava.

## Demografia
| Variação demográfica do município entre 1861 e 2011                               |
|                                                                                   |
| Fonte: Istituto Nazionale di Statistica (ISTAT) - Elaboração gráfica da Wikipedia |